# 13668 Таннер
13668 Таннер (13668 Tanner) — астероїд головного поясу, відкритий 28 квітня 1997 року.
Тіссеранів параметр щодо Юпітера — 3,585.